# Percina burtoni
The blotchside logperch (Percina burtoni) là một loài cá in the Percidae family. It is đặc hữu to the United States.